# Arto Koivisto
Arto Koivisto, född 7 december 1948, är en finländsk före detta längdåkare från Isojoki. Koivisto var aktiv under 1970-talet. Hans främsta meriter är från Innsbruck 1976, där han vann OS-guld i stafett kom trea på 15 km, åtta på 30 km samt tia på 50 km.
Han deltog även vid VM 1974, 1978 och 1982 utan större framgång.